# Лењинск Кузњецки
Лењинск-Кузњецки (рус. Ленинск-Кузнецкий; 1759–1922. Кољчугино, рус. Кольчугино, 1922–1925. Лењино, рус. Ленино) град је у Русији у Кемеровској области. Према попису становништва из 2010. у граду је живело 101.666 становника.

## Становништво
Према прелиминарним подацима са пописа, у граду је 2010. живело 101.666 становника, 10.587 (9,43%) мање него 2002.
| 1939.  | 1959.   | 1970.   | 1979.   | 1989.   | 2002.   | 2010.   |
| ------ | ------- | ------- | ------- | ------- | ------- | ------- |
| 82.739 | 132.156 | 127.747 | 132.124 | 165.487 | 112.253 | 101.666 |